# Pitch Black
Pitch Black er en amerikansk science fiction film fra 2000 instrueret af David Twohy og med Vin Diesel i hovedrollen som den galaktiske forbryder Riddick, filmens antihelt. Filmen blev en moderat biografsucces og fik en stor fanbase omkring Vin Diesels figur, der senere optrådte i en række animerede film og efterfølgeren til Pitch Black, The Chronicles of Riddick, også med Vin Diesel i hovedrollen.

## Medvirkende
- Vin Diesel som Richard B. Riddick
- Radha Mitchell som Carolyn Fry
- Cole Hauser som William J. Johns
- Keith David som Abu "Imam" al-Walid
- Lewis Fitz-Gerald som Paris P. Ogilvie
- Claudia Black som Sharon "Shazza" Montgomery
- Rhiana Griffith som Jack
- John Moore som John "Zeke" Ezekiel
- Simon Burke som Greg Owens
- Les Chantery som Suleiman
- Sam Sari som Hassan
- Firass Dirani som Ali
- Vic Wilson som kaptajn Tom Mitchell